# Santa Combinha
Santa Combinha is een plaats (freguesia) in de Portugese gemeente Macedo de Cavaleiros en telt 72 inwoners (2001).